# Ludwig Friedrich (Maler)
Gotthelf Emil Louis (Ludwig) Friedrich (* 22. Juni 1827 in Friedrichstadt bei Dresden; † 1. Januar 1916 in Dresden) war ein deutscher Maler, Kupferstecher und Radierer.

## Leben und Werk

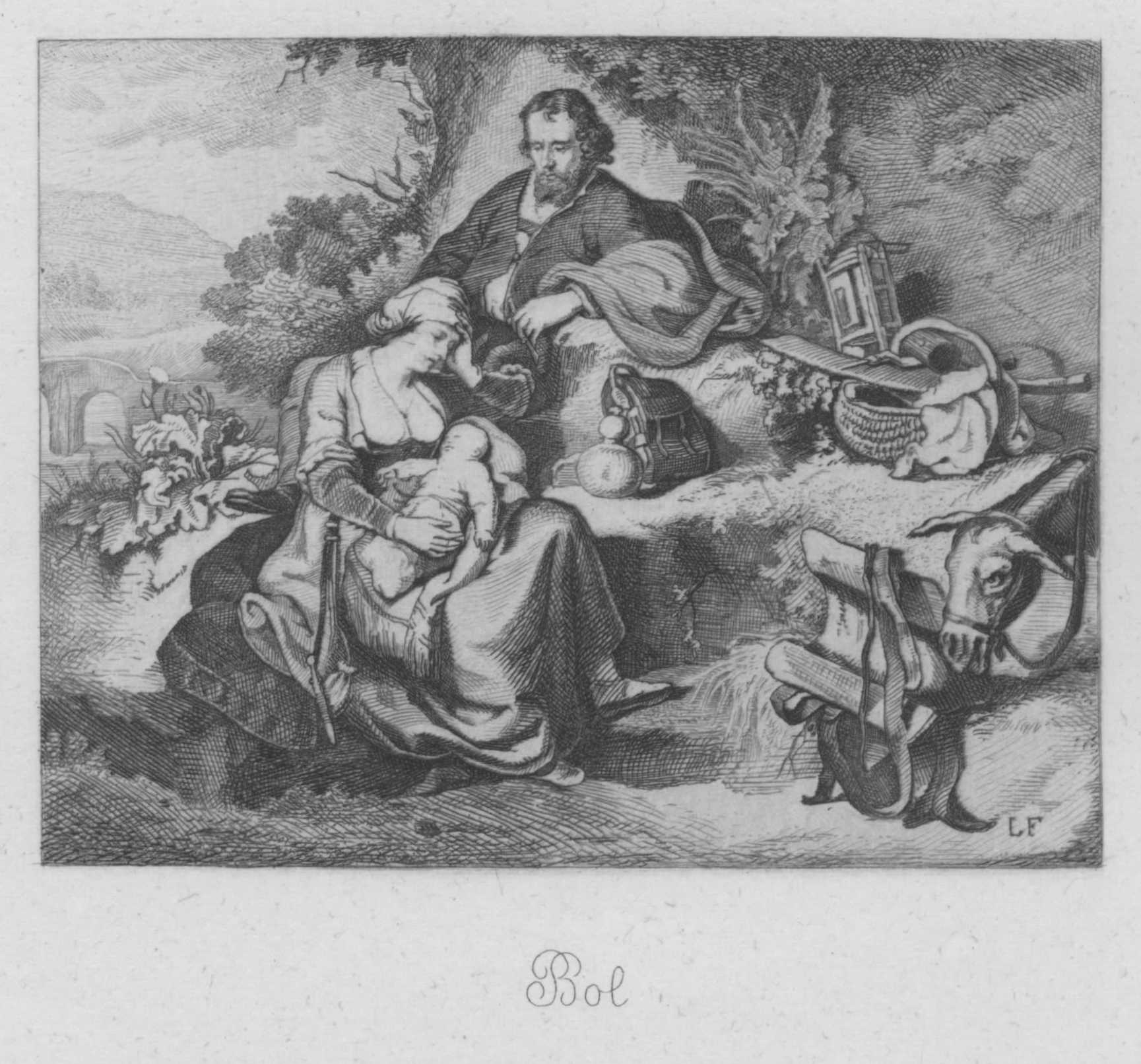
Radierung Die Ruhe auf der Flucht nach Ägypten (nach Ferdinand Bol), Gemäldegalerie Alte Meister

Er war der Sohn des Hof- und Stilllebenmalers August Friedrich und dessen Ehefrau Rahel Henriette, geborene Weiß. Nach dem Schulbesuch ging er an die Königliche Kunstakademie in Dresden, die er zu Ostern 1849 verließ. Sein bedeutendster Lehrer dort war Adrian Ludwig Richter, unter dessen spezieller Anleitung er mehrere Ölgemälde anfertigte. Die ungünstige Zeit für Gemäldemalerei nach der Revolution von 1848/49 veranlassten Friedrich, sich dem Kupferstechen, Radieren und Zeichenunterricht zu widmen. Bei der Gräfin Taufkirchen-Engelsburg arbeitete er ein Jahr in Posen. Später ging er zu Julius Taster nach München, in dessen Atelier er mehrere Naturstudien, Porträts, Akte und Drapierungen unmittelbar auf die Kupferplatte stach und vervielfältigte. Es folgten später Stahlstiche zu Ernst Försters Denkmale deutscher Baukunst, Bildnerei und Malerei und eine große Anzahl von Platten zu Hofrat Försters Werk über Rubens. Dem folgten bis zu seinem Tod unzählige Blätter in Kupfer-, Ton- und Stahlstich sowie einige Radierungen. Dabei nahm er häufig Gemälde der Dresdner Galerie als Grundlage. 1902 erfolgte seine Ernennung zum Professor.
Friedrich nahm bis 1903 an zahlreichen Ausstellungen der Dresdner Kunstakademie teil. Seine letzten Lebensjahre bis zum Tod während des Ersten Weltkrieges am Neujahrstag 1916 musste er in relativer Armut verleben, da er in der Zeit seiner freischaffenden Tätigkeit keinen Pensionsanspruch erworben hatte.